# Sisymbrium linifolium
Sisymbrium linifolium är en korsblommig växtart som först beskrevs av Thomas Nuttall, och fick sitt nu gällande namn av Thomas Nuttall. Sisymbrium linifolium ingår i släktet gatsenaper, och familjen korsblommiga växter. Inga underarter finns listade i Catalogue of Life.

## Bildgalleri

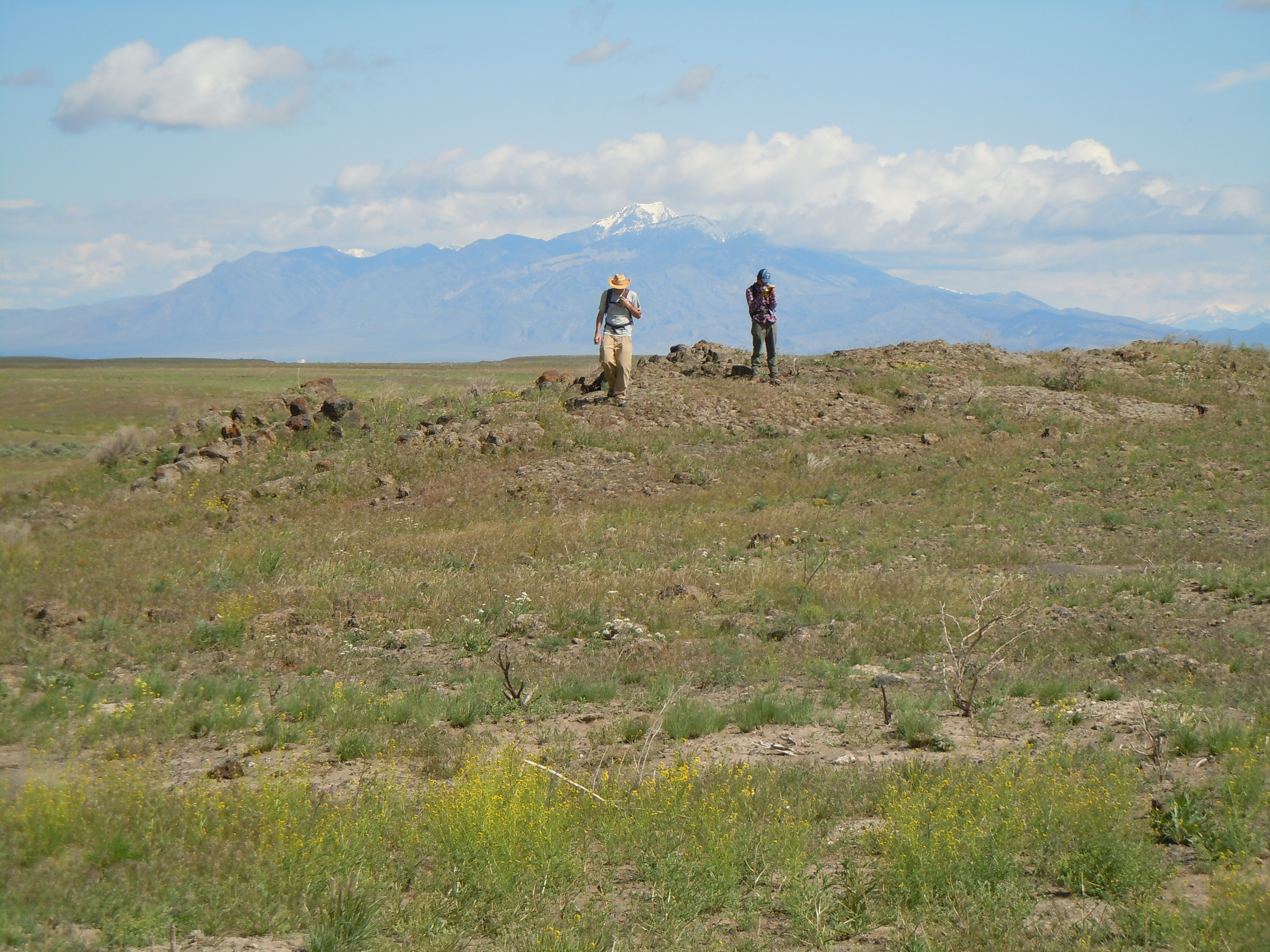
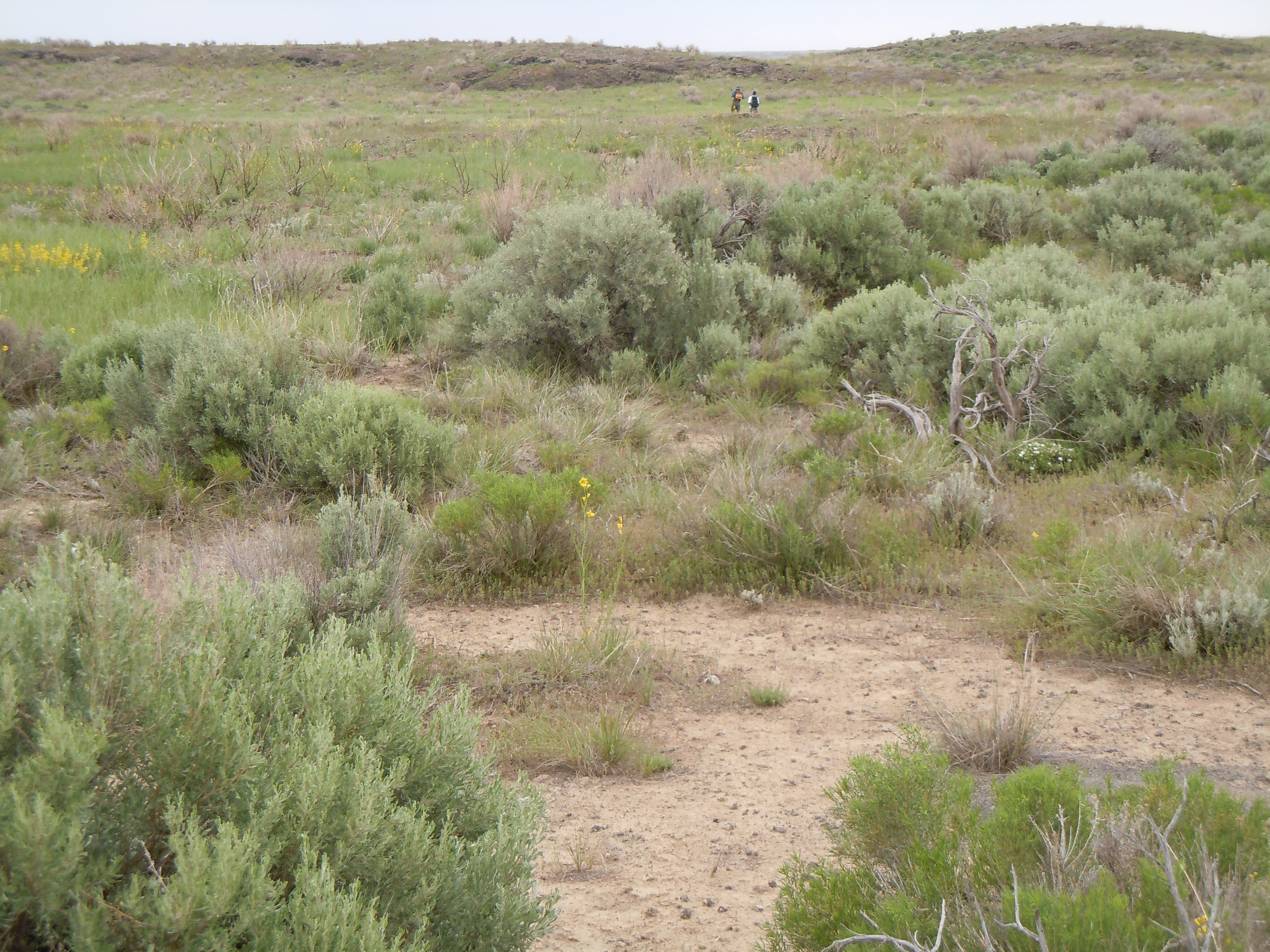
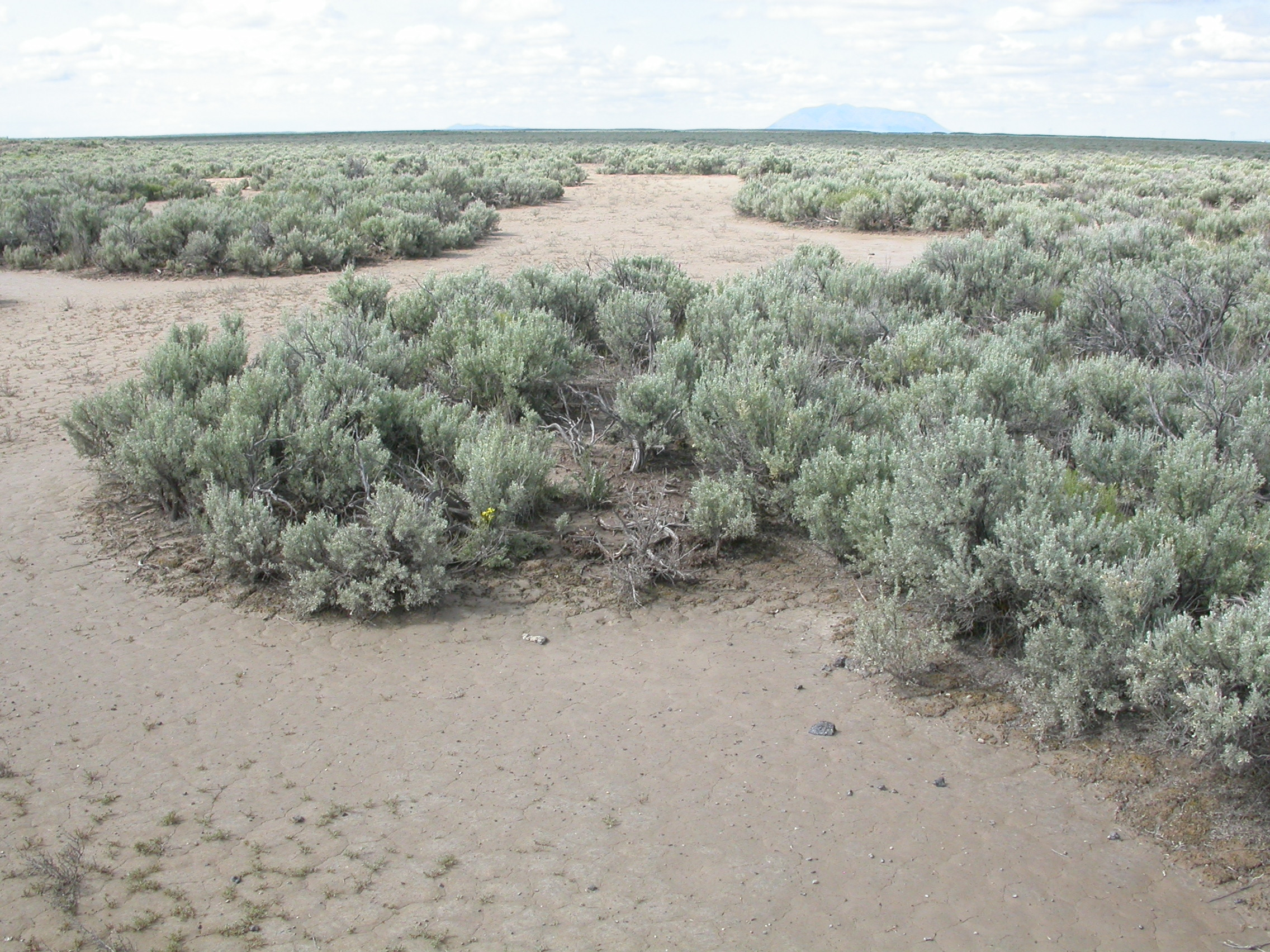
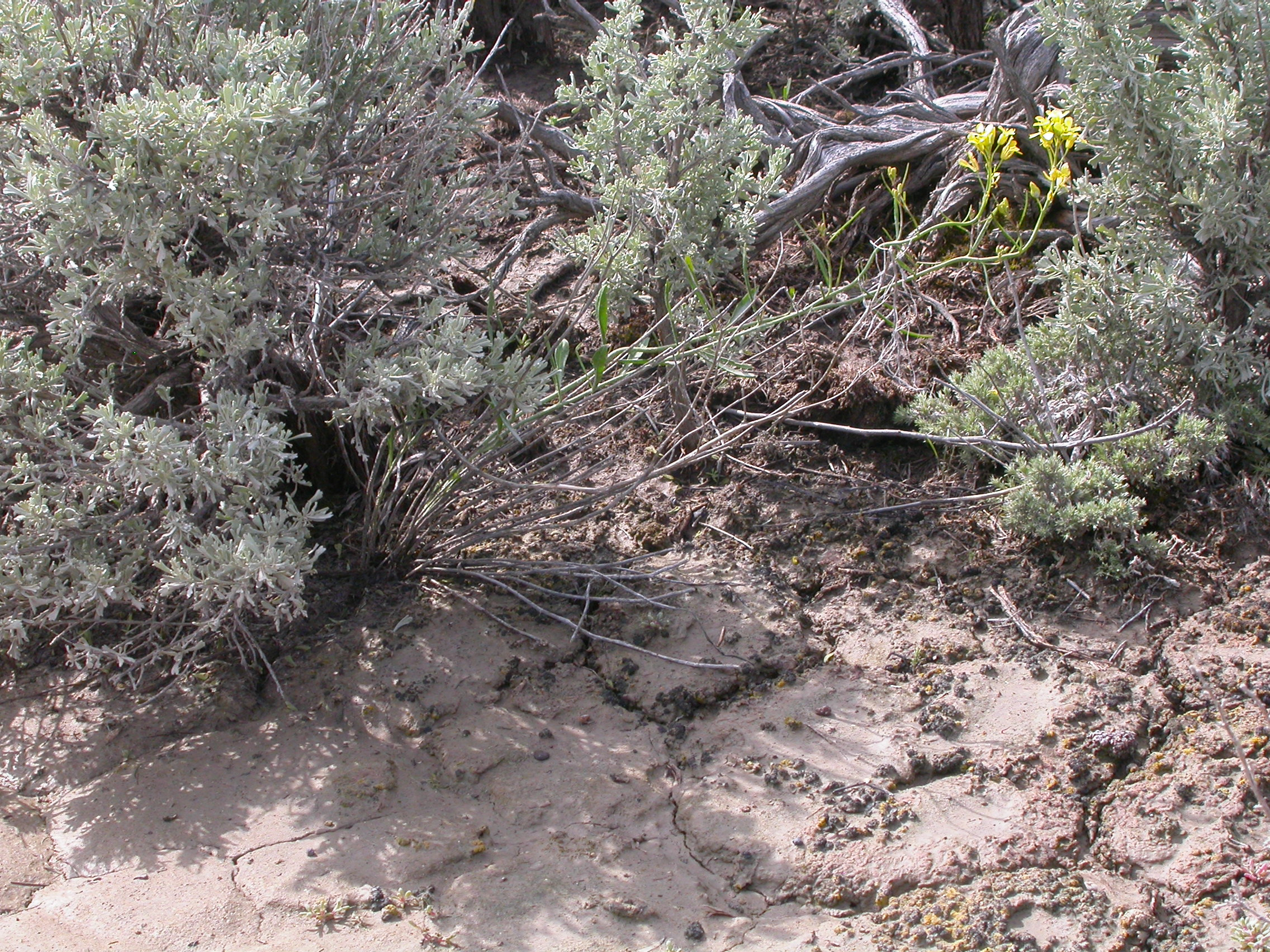
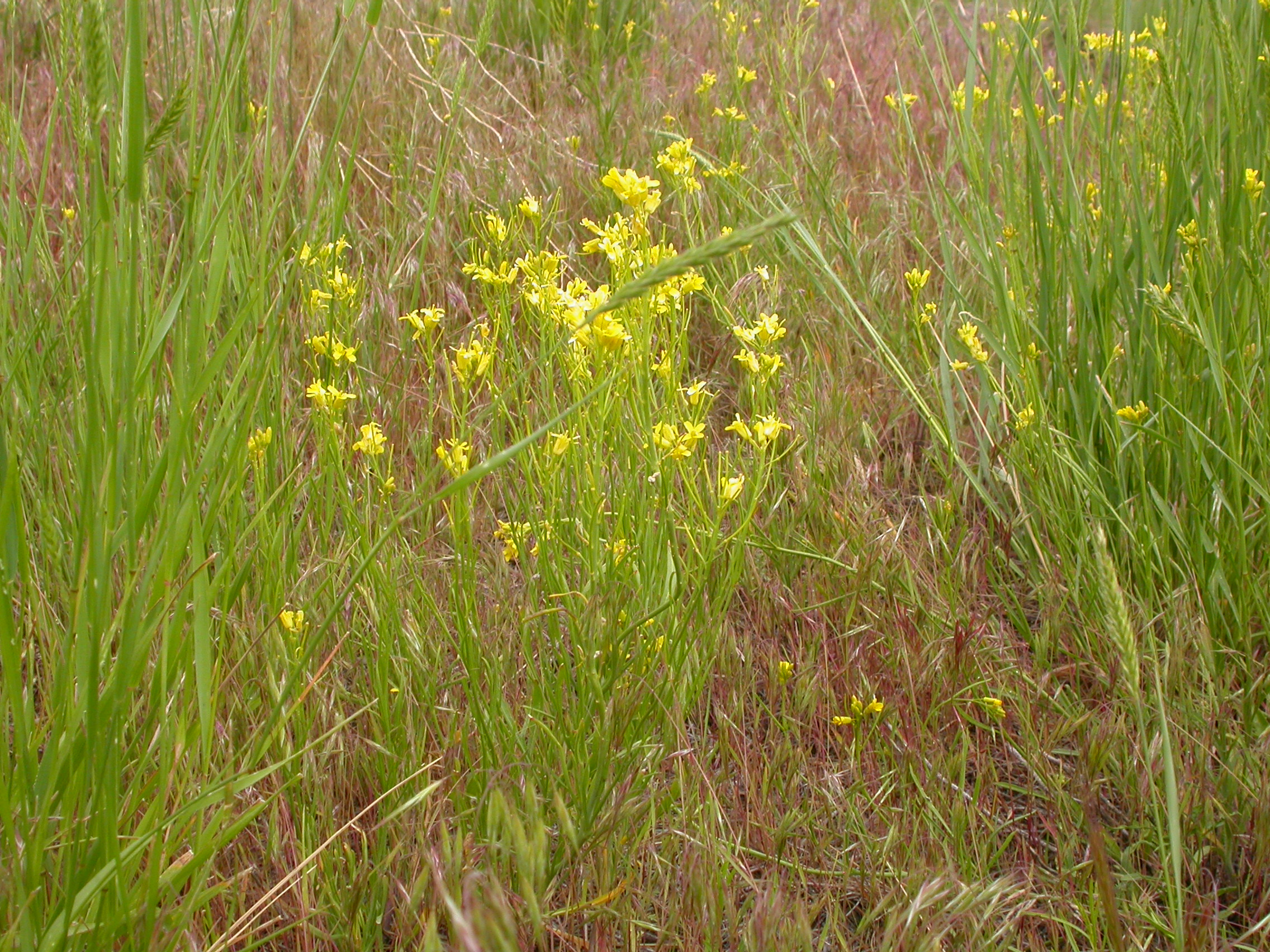
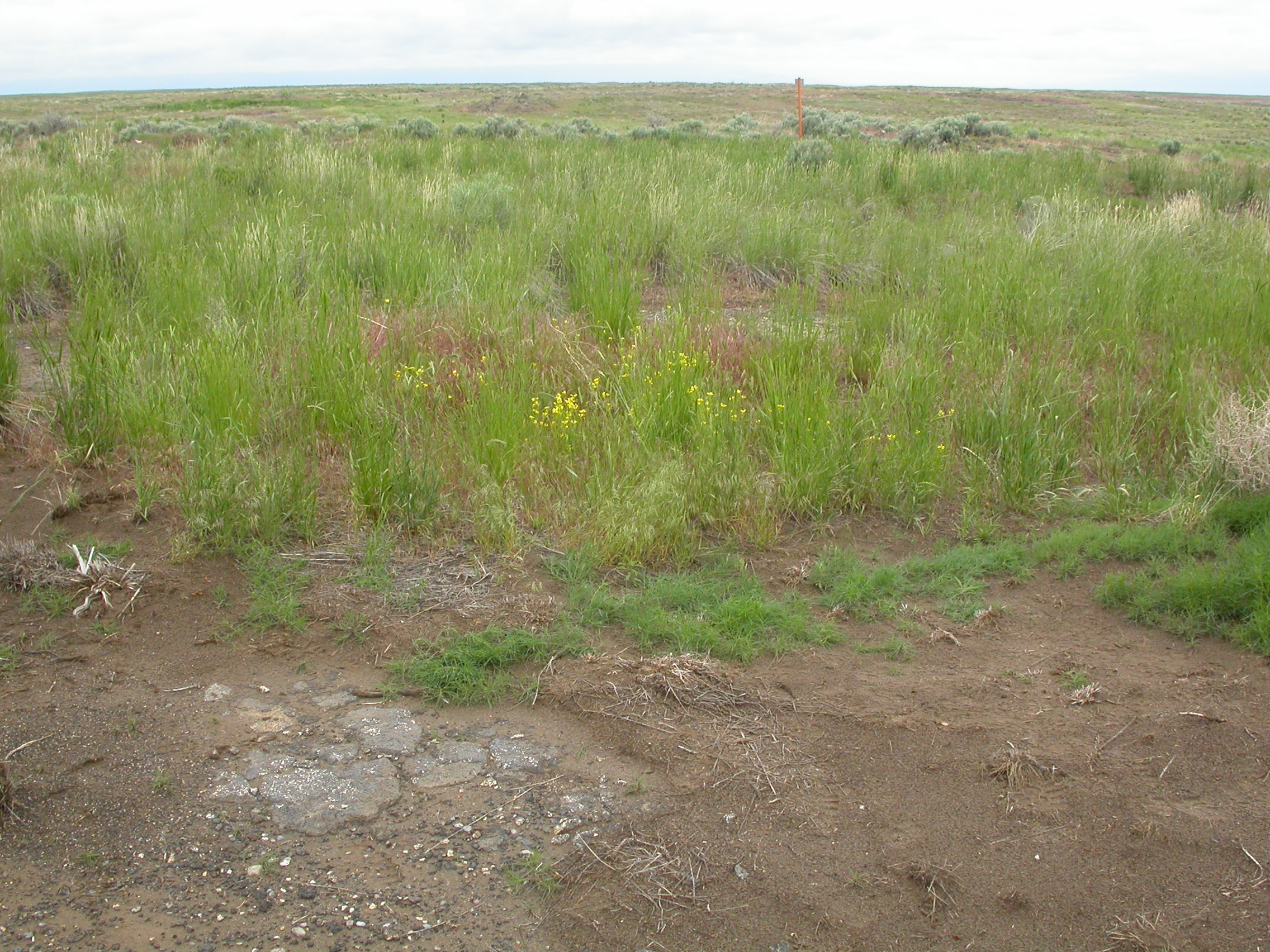